# Walter Hanisch
Walter Hanisch Espíndola (1916 - 13 de octubre de 2001) fue un sacerdote jesuita e historiador chileno, Premio Nacional de Historia 1996. Gran estudioso en el siglo XX de la obra de Juan Ignacio Molina. 

## Primeros años de vida
Fue hijo de Otto von Hanisch Ludwig y Lía Espíndola Molina. Estudió en el Seminario de Santiago y posteriormente entró a la Compañía de Jesús, recibiendo su orden sacerdotal en Buenos Aires.

## Vida pública
Doctorado en Teología por la Pontificia Universidad Católica de Chile, ha dedicado su vida también a la historia, siendo fundador del Instituto de Historia de la Universidad Católica de Chile, realizando su actividad docente en esa facultad. 

Trabajó 8 años como investigador de historia en la Biblioteca del Vaticano y 2 años en la Universidad Pontificia de Salamanca en España. Sus estudios están dedicados a la historia religiosa y de las ideas filosóficas en el país. También fue presidente del Instituto de Estudios Molinianos, dedicado a rescatar la obra del Abate Molina.

## Obras
- En torno a la filosofía en Chile : (1594-1810) (1963)
- La filosofía de don Juan Egaña. Santiago, Ediciones de Historia (1964)
- Tres dimensiones del pensamiento de Bello : religión, filosofía, historia (1965)
- Itinerario y pensamiento de los jesuitas expulsos de Chile : 1767-1815 (1972)
- Historia de la Compañía de Jesús en Chile : (1593-1955) (1974)
- Juan Ignacio Molina : sabio de su tiempo (1976)
- El latín en Chile (1991)

- "Peumo. Historia de una parroquia", Santiago, Instituto de Historia. Pontificia Universidad Católica de Chile, 1963, 213 (7) páginas.

- Problemas de la historia eclesiástica de América, Santiago, Instituto Catequístico Latino-Americano, 1962, mimeografiado, 82 páginas

- "En torno a la filosofía en Chile, 1594-1810", Historia n.º 2, 1962-1963, 7-117. (582) Hay separata de 300 ejs. con índice. (Instituto de Historia, Universidad Católica de Chile, 1963).

- "Del primer colegio de los jesuitas al Instituto Nacional", Boletín de la Academia Chilena de la Historia (Santiago), n.º 68, 1963, 110-136.

- "Planos referentes al Instituto Nacional", Boletín del Instituto Nacional (Santiago), Nos 72-73, 1963, 2 y 19.

- "Edificios y lugares relacionados con el Instituto Nacional", Boletín del Instituto Nacional, Nos 75-76, 1964, 3-4 y n.º 77, 16 y 20.

- "La filosofía de don Juan Egaña", Historia n.º 3, 1964, 164-310. Hay separata de 300 ejemplares.

- "Tres dimensiones del pensamiento de Bello: religión, filosofía, historia", Historia n.º 4, 1965, 7-163. Hay separata de 300 ejemplares con índice.

- "La familia del P. Luis de Valdivia en Granada", Boletín de la Academia Chilena de la Historia, n.º 77, 1967, 129-146.

- "Rousseau, la ideología y la escuela escocesa en la filosofía chilena, 1828-1830", Historia n.º 7, 1968. 89-146. Hay separata.

- "Miscelánea histórica. Un documento de Fernando VII sobre las logias de América, 1814. Biblioteca del obispo don Luis Francisco Romero. Biblioteca de un boticario en Santiago a comienzos del siglo XVIII. Carta del Papa Pío VIII al obispo Rodríguez Zorrilla", Boletín de la Academia Chilena de la Historia, n.º 78, 1968, 192-202.

- "Relaciones del obispo Alday con la Santa Sede y la corte de Madrid", Boletín de la Academia Chilena de la Historia n.º 79, 1968, 100-113.

- "El padre Manuel Lacunza (1731-1801): su hogar, su vida y la censura española", Historia n.º 8, 1969, 157-234. Hay separata.

- "Los jesuitas y la independencia de América y especialmente de Chile", Boletín de la Academia Chilena de la Historia n.º 82, 1969, 13-82.

- Historia de la Compañía de Jesús en Chile. 1593-1955. Cuernavaca Centro Intercultural de Documentación, 1969. 144 páginas. Colección Sondeos, 44.

- El Catecismo Político-Cristiano. Las ideas y la época: 1810. Prólogo de Tomás P. Mac Hale. Santiago, Editorial Andrés Bello, 1970. 147 (5) páginas. Colección Ensayos 27.

- "Retrato hablado de Jaime Eyzaguirre", Mapocho (Santiago), N° 23, 1970, 303-318. Hay separata.

- "Rafael Fernández Concha y su teología mística", Estudios en Honor de Pedro Lira Urquieta, Santiago, Editorial Jurídica de Chile, 1970 411-459. Hay separata.

- Las vocaciones en Chile. 1536-1850. Cuernavaca, Centro Intercultural de Documentación, 1970, 135 páginas Col Sondeos, 65. Según la referencia en el fichero de Historia corresponde al número 47 de la colección.

- "Epistolario de Juan Marcelo Valdivieso, 1776-1815", Archivum Historicum Societatis Iesu Vol. XL. 1971, 91-146. Hay separata.

- Guía manual de los documentos históricos de la Compañía de Jesús. Monumenta Histórica Societatis Iesu. Volúmenes 1 a 100. Editores y redactores F. Zubillaga y W. Hanisch. Roma, 1971. 192 páginas.

- "Manuel Lacunza y el Milenarismo", Archivum Historicum Societatis Iesu Vol. XL. 1971, 496-511. Hay separata.
- 23) Itinerario y pensamiento de los jesuitas expulsos de Chile: (1767-1815), Santiago, Editorial Andrés Bello, 1972, 332 páginas.

- "El P. Carlos Haimbhausen, S. J., precursor de la industria chilena", Jahr-buch für Geschichte von Staat Wirttschaft und Gesellschaft Lateinamerikas, Vol. 10, 1973, 133-206. Hay separata: Köln, Böhlau Verlag, 1973.

- "Un ataque dieciochesco a Juan Ignacio Molina", Homenaje al profesor Guillermo Feliú Cruz, Santiago, Editorial Andrés Bello, 1973, 459-521.
- "Jaime Eyzaguirre", Jaime Eyzaguirre. La Logia Lautarina, Buenos Aires, 1974. 185-207. Según Barrios la edición es de 1973.

- "Juan Ignacio Molina: sabio de su tiempo", Montalbán n.º 3, 1974. 205-308. Hay edición aparte: Caracas: Universidad Católica Andrés Bello, 1974, 108 páginas.

- Alonso de Ovalle, Histórica relación del Reyno de Chile. Selección, prólogo y notas de Walter Hanisch, Santiago, Editorial Universitaria, 1974, 124 páginas.

- Historia de la Compañía de Jesús en Chile (1593-1955), Buenos Aires-Santiago, Editorial Francisco de Aguirre S.A., 1974, XV, (1), 263, (1) páginas.

- El arte de cocinar de Juan Ignacio Molina, Santiago, Ediciones "Nihil Mihi", 1976, 150 (2) páginas. Biblioteca Juan Ignacio Molina Estudio 1.

- Juan Ignacio Molina sabio de su tiempo, Santiago, Ediciones "Nihil Mihi", 1976. 178 páginas. Biblioteca Juan Ignacio Molina Estudio 3. Nota: La biblioteca Juan Ignacio Molina se publica en homenaje al bicentenario (1776-1976) de la edición boloñesa del "Compendio della storia geografica, naturale e civile del Regno del Chile", de Juan Ignacio Molina.

- "Chiloé en su historia", El Mercurio (Santiago), 22-1-1976.
- "Chiloé en su historia", Revista de Marina, Vol. 93 n.º 1, N° 710, enero-febrero de 1976. 4-9.
- "Enigma y paradoja del Almirante Blanco", El Mercurio (Santiago), 5-9-1976.

- "Un ataque dieciochesco a Juan Ignacio Molina", Santiago, Ediciones "Nihil Mihi", 1976, 134, (2) páginas. Biblioteca Juan Ignacio Molina Estudio 5.

- "El historiador Alonso de Ovalle", Montalbán, n.º 5, 1976. 585-874.

- El historiador Alonso de Ovalle, Caracas, Instituto de Investigaciones Históricas. Universidad Católica Andrés Bello, 1976. 303, (9) páginas

- Alonso de Ovalle, Histórica relación del Reyno de Chile. Selección, prólogo y notas de Walter Hanisch, 2ª edición. Santiago, Editorial Universitaria, 1976, 124 páginas.
- "Jaime Eyzaguirre, Estudios Históricos (Buenos Aires), Año I, n.º 2, 1976, 53-68.

- "Juan Ignacio Molina, Historia Natural y Civil de Chile"; Selección, Prólogo y Notas de Walter Hanisch, Santiago, Editorial Universitaria, 1978. xxv, (1), 176 páginas.

- "Don Abdón Cifuentes", Boletín de la Academia Chilena de la Historia, Año XLIV-XLV, N° 90, 1977-1978, 197-207 (Publicado en 1980).

- "Homilía" [a los diez años de la muerte de Jaime Eyzaguirre], Boletín de la Academia Chilena de la Historia, N° 90, 1977-1978, 213-217.

- "Alonso de Ovalle, Histórica relación del Reyno de Chile". Selección, prólogo y notas de Walter Hanisch, 3ª edición. Santiago, Editorial Universitaria, 1978, 124 páginas.

- "Calera de Tango. Cuna industrial", El Mercurio (Santiago), 21-2-1978.

- "Don Abdón Cifuentes y la Universidad Católica de Chile", Revista Universitaria N° 2, 1979, 8-20.

- " Epistolario de Juan Ignacio Molina, S.J." (en colaboración con Charles E. Ronan), Santiago, Editorial Universitaria, 1979, 257, (3) páginas

- "Lo que no se sabe del Abate Molina", Mapocho n.º 27, 1979, 59-74.

- "Abdón Cifuentes, hombre y visionario", Revista de Marina, Vol. 96, n.º 4, n.º 730 1979, 427-430.

- Alonso de Ovalle, Histórica relación del Reyno de Chile. Selección, prólogo y notas de Walter Hanisch, 4ª edición. Santiago, Editorial Universitaria, 1980,124 páginas.
- "La religión, la filosofía y la historia en los años londinenses de Bello", Bello y Londres, Caracas, La Casa de Bello, 1981. Tomo II, 119-144.
- "Andrés Bello y la poesía", Academia. n.º 1, 1981, 45-56.

- "Andrés Bello y el Derecho Natural", Revista Universitaria n.º 6, 1981, 38-56. Hay separata.

- "Esclavitud y libertad de los indios de Chile", Historia n.º 16, 1981, 5-60. Hay separata.

- "Andrés Bello y el pensamiento filosófico en Chile", Bello y Chile. Caracas, La Casa de Bello, 1981, Tomo I. 259-316.

- "La isla de Chiloé, capitana de rutas australes", Santiago, Academia Superior de Ciencias Pedagógicas de Santiago, 1982, 266, (2) páginas
- "Eugenio Pereira Salas", Boletín de la Academia Chilena de la Historia, n.º 91, 1979-1980. 247-248.

- "Bello, historiador sin historia", Boletín de la Academia Chilena de la Historia, n.º 92, 1981, 29-51.
- "La filosofía en Chile desde el siglo XVI hasta 1818", Bio-bibliografía de la Filosofía en Chile desde el siglo XVI hasta 1980. Santiago, 1982, 13-34. *"Calera de Tango, cuna industrial de Chile", Boletín de la Academia Chilena de la Historia, n.º 93, 1982, 159-189.

- "El linaje del historiador Diego de Rosales, S. I.", Revista de Estudios Históricos, n.º 28, 1983, 41-68.

- "La preconización de los obispos en América en 1827 y la actitud de la Corte española", Boletín del Instituto Riva-Agüero n.º 12, 1982-1983, 165-190.
- "La preconización de los obispos en América en 1827 y la actitud de la Corte española", Boletín de la Academia Chilena de la Historia, N° 94, 1983, 299-324.

- "La formación del historiador Diego de Rosales", Boletín de la Academia Chilena de la Historia, N° 94, 1983, 115-144. Editado en 1985.

- "La estancia de Paposo y la cuestión de límites", Introducción de Walter Hanisch, S. I. Historia n.º 19, 1984, 203-218. Hay separata.

- "El barroco jesuita chileno. Siglos XVII y XVIII", Archivum Historicum Societatis Iesu, Vol. LIII, 1984, 161-191.

- "Las constituciones del Seminario de Santiago (1708-1757)", Anuario de Historia de la Iglesia en Chile, n.º 2, 1984, 77-103. Hay separata.

- "Cartas de Viaje de 1699 del P. Felipe de la Laguna", Anales de la Universidad de Chile. Quinta Serie n.º 5, 1984. 359-377. Hay separata.

- "Sergio Fernández Larraín, historiador", Boletín de la Academia Chilena de la Historia. n.º 95, 1984, 31-44.

- "Sergio Fernández Larraín, historiador", Chungara n.º 12, 1984, 11-15. Corresponde a una síntesis del anterior. Según Barrios, la bibliografía de Sergio Fernández Larraín que viene a continuación (16-18) también es obra del Hanisch.

- "El manuscrito de la Historia General de Chile del P. Diego de Rosales y su larga peregrinación", Jahrbuch für Geschichte von Staat Wirtschaft und Gesellschaft Lateinamerikas Vol, 1985, 22, 69-97. Hay separata (Colonia, Bohlau Verlag, 1985).

- El magisterio bisecular de Bello. 1965-1981, San Cristóbal, Universidad Católica del Táchira, 1985. 220 páginas. Esta obra es una selección de escritos aparecidos en: "Tres dimensiones del pensamiento de Bello"; "La filosofía de don Andrés Bello"; "Andrés Bello y la poesía"; "Andrés Bello y el derecho natural"; "Bello y su concepción del hombre y de la historia", "Bello, historiador sin historia".

- "El P. Alonso de Ovalle y el barroco americano", Jornadas internacionales en torno al barroco europeo y americano. Universidad Católica de Valparaíso 1981, 1983. Valparaíso, 1985, 59-61.

- "La Facultad de Teología de la Universidad de Chile, (1842-1927)", Historia n.º 20, 1985, 47-135.

- "Lacunza o el temblor apocalíptico", Historia n.º 21, 1986, p. 355-378. Hay separata.

- "Benjamín Vicuña Mackenna y la religión", Anuario de Historia de la Iglesia en Chile, n.º 4, 1986, 169-195. Hay separata.

- "El ambiente chileno y europeo en la formación de Juan Ignacio Molina", Universum N° 1 (Talca) 1986, 5-16.

- "El Consejo de Indias y la Compañía de Jesús", Boletín de la Academia Chilena de la Historia, n.º 97, 1986, 107-120.

- "Andrés Bello y la idea de Universidad", Academia, Nos 13-14, 1986, 61-79.

- "Benjamín Vicuña Mackenna viajero", Anales del Instituto de Chile, 1987, 49-63. Barrios lo registra para 1986.

- "Presentación", en Marciano Barrios Valdés, La Iglesia en Chile. Sinopsis histórica, Santiago, E. P. C. Colección Histo-Hachette, 1987, 7-9.

- "El latín en la Colonia", Semanas de Estudios Romanos (Valparaíso), Vols. III-IV, 1987. 271-295.

- "Chile ante la Misión Muzi" [Entrevista al P. Walter Hanisch], en Lilian Calm, El Chile de Pío IX: 1824, Santiago, Editorial Andrés Bello, 1987, 194-205.

- "La Facultad de Teología de la Universidad de Chile (1842-1927). Apéndices, sinopsis y esquemas", Anuario de Historia de la Iglesia en Chile, n.º 5, 1987, 111-123.

- "El catecismo de Manuel de Salas", Anuario de Historia de la Iglesia en Chile, N°. 5, 1987, 89-99.

- "Juan Ignacio Molina, exiliado y heresiarca", Universum, n.º 2, 1987, 5-8.

- "La sabiduría de Juan Ignacio Molina", Universum, n.º 2, 1987, 23-32.

- "El Liberalismo Católico en Europa", Reflexiones sobre Historia, Política y Religión. Primera Jornada de Historia Universal, Santiago, Ediciones Universidad Católica de Chile, 1988, 133-144. Hay separata.

- "Pedro de Oña y el Barroco en el poema de Ignacio de Cantabria", Boletín de la Academia Chilena de la Historia, n.º 100, 1989, 173-205.

- "Memorias sobre misiones jesuitas de 1794-1795", Historia n.º 25, 1990, 103-159.

- "Los estudios de don Diego Portales", Boletín de la Academia Chilena de la Historia, N° 101, 1990, 197-207.

- "Los jesuitas en San Felipe de Aconcagua", Anuario de Historia de la Iglesia en Chile, N° 8, 1990, 59-68.

- "La Teología en Chile hispano", Teología y Vida, n.º 1-2, 1991, 61-91.
- "La encíclica Rerum Novarum y cuarenta años de su influencia en Chile 1892-1932", Anuario de Historia de la Iglesia en Chile, n.º 9, 1991, 67-103.
- "Séneca y el senequismo en Chile durante la dominación española", Semanas de Estudios Romanos, Vol. VI, 1991, 77-91.
- "El Latín en Chile", Santiago, Fondo Andrés Bello, Biblioteca Nacional, 1991, 176 páginas.
- "Los jesuitas en La Serena: 1672-1767", Boletín de la Academia Chilena de la Historia n.º 102, 1991-1992, 291-328.

- "Los quinientos años en la historia de Colón", Anales del Instituto de Chile, 1992, 81-105.

- "Alonso Briceño. Obispo de Nicaragua y de Caracas. 1587-1644-1668", Episcopologio Chileno 1561-1815, Carlos Oviedo Cavada (director) y Marciano Barrios Valdés (editor) Santiago, Ediciones Universidad Católica de Chile, 1992, Tomo IV. 561-570.

- "Aspectos religiosos de la historiografía chilena", Boletín de la Academia Chilena de la Historia n.º 104, 1994, 107-165.

- "Elio Antonio de Nebrija, gramático del Renacimiento", Anales del Instituto de Chile, 1994, 85-114.

- "El ideario de la Revolución de 1789 en Francia y Chile", Teología y Vida, Año XXXV, n.º 3, tercer trimestre de 1994, 185-219.

- "El P. Francisco Ginebra, S.J., filósofo y pedagogo (1839-1907)", Anuario de Historia de la Iglesia en Chile, N° 12, 1994, 79-98.

- "Jaime Eyzaguirre (1908-1968). A los 17 años de su muerte", Jaime Eyzaguirre, Historia y Pensamiento, Universidad Alonso de Ovalle, Santiago, 1995, 17-23.

- "Fuentes para el estudio de Juan Ignacio Molina", Universum, n.º 10, 1995, 71-78.

- "San Isidoro de Sevilla y sus latines", Semanas de Estudios Romanos Vol. VII-VIII, 1996, 343-355.

- "El positivismo en Chile", Boletín de la Academia Chilena de la Historia, n.º 107, 1997, 83-106.

- "Viaje a Europa de Mariano Casanova, 1865-1866", Anuario de Historia de la Iglesia en Chile, Vol. 16, 1998, 89-101.

- Juan Ignacio Molina y sus obras. Talca, Editorial Universidad de Talca, 1999,

### Colaboraciones
- El Seminario de los Santos Ángeles Custodios. Recuerdos. 1857-1957. Santiago, 1957. 958 páginas.
- Bibliografía Eclesiástica Chilena, Santiago, Biblioteca Central de la Universidad Católica de Chile, 1959. 341 páginas.
- Dictionnaire de Spiritualité. Paris, Beauchesne, 1964 Tomo V. cols 176-177. Artículo sobre Rafael Fernández Concha.
- The New Catholic Encyclopaedia, Washington- artículos sobre José María Caro, Camilo Henríquez, José V. Lastarria y José Santiago Rodríguez Zorrilla.
- Índice de la Revista Universitaria 1915-1925. Tomo I. Santiago, Publicaciones de la Pontificia Universidad Católica de Chile. 1982. 145, (1). [Trabajo iniciado por un grupo de alumnos del Instituto de Historia dirigidos por el P. Walter Hanisch].
- Boletín de la Academia Chilena de la Historia. Índice de los números 1 al 91. 1933-1980. Santiago, Academia Chilena de la Historia, 1983. 142, (2) páginas.